# 小行星3611
小行星3611，又称为大埔星，是由紫金山天文台在1981年12月20日发现的主带小行星。
小行星3611是由天文台的工作人员杨捷兴发现，小行星以他的家乡广东省梅州市大埔县命名，这也是中国大陆首个以县名命名的小行星。